# الفن التشكيلي في الكويت
الفن التشكيلي في الكويت من أقدم الحركات الفنية الحديثة في الخليج، انطلق في خمسينيات القرن الماضي على يد الفنان الرائد معجب الدوسري بعد دراسته بفن الزخرفة والتربية الفنية بمصر وإنجلترا، كما أسس جماعة الرسم في ثانوية الشويخ وعرض أول معرض تشكيلي عام 1951.

## المؤسسات والتطور
لعب كلٌّ من المجلس الوطني للثقافة والفنون والآداب والجمعية الكويتية للفنون التشكيلية دورًا محوريًا في دعم الفنانين وتنظيم المعارض، ولاحقًا تم تجهيز قاعات عرض مثل أحمد العدواني ومعجب الدوسري لتكريم تلك المسيرة.

## التيارات الفنية والرواد
برز في الكويت تيارات فنية مثل السريالية، الانطباعية، التجريدية، الفن التعبيري، وانعكست البيئة المحلية (البحر، الصحراء، التراث) في الأعمال الفنية لرواد مثل أيوب حسين، بدر القطامي، سامي محمد، عبد الرسول سلمان، وحميد خزعل.

## التيار المعاصر والهوية الوطنية
بعد الغزو أصبحت الأعمال أكثر ارتباطًا بالقضايا الوطنية، مثل شعار "الكويت حرة" الذي صممه عبد المحسن ششتر، واحتفت لوحة "لا للاحتلال" للفنانة ثريا البقصمي بالروح الوطنية، كما تواصلت مساهمة فناني تشكيلية في حملات التعبير المدني والاجتماعي.

## الحركة المعاصرة والمهرجانات
شهدت الكويت إنشاء مركز الشيخ عبد الله السالم الثقافي وافتتاح المركز الثقافي الكبير في 2016 ضمن مشروع "الحي الثقافي الوطني"، كما انطلقت (1967) أول "بينالي الكويت الدولي" بمشاركة عشرات الدول من مختلف القارات.